# نین‌آن
نین‌آن، نین‌نان (به ژاپنی: 仁安 Nin'an) نام یک عصر تاریخی ژاپنی (نِنگُو) بود. این عصر بعد از ائیمان و قبل از کائو (دوره) قرار داشت و از اوت ۱۱۶۶ تا آوریل ۱۱۶۹ میلادی به طول انجامید. در طی این عصر امپراتور تاکاکورا، امپراتور ژاپن بود.